# Ido Leden
Ido Evert Leden, född 27 november 1912 i Kattarps församling, Malmöhus län, död 21 januari 2006 i Östra Torns församling, var en svensk kemist. Han var från 1963 professor i fysikalisk kemi vid Lunds universitet och invaldes 1960 i Kungl. Fysiografiska sällskapet i Lund.

## Biografi
Efter studentexamen i Helsingborg 1931 och inledande studier vid Lunds universitet initierade Leden 1936 forskning om kadmiums komplexkemi. Efter provår vid Lunds Katedralskola fick han lektorstjänst först i Falun och sedan 1946 vid Hvitfeldtska läroverket i Göteborg. Han var samtidigt under några år i slutet av 1940-talet speciallärare och t.f. professor vid Chalmers tekniska högskola i teoretisk och senare i oorganisk kemi. Han var docent i oorganisk och fysikalisk kemi vid Chalmers 1946–1960. 
Leden utvecklade enkla metoder och utrustning för att undersöka fundamentala kemiska problem. I ett banbrytande arbete 1955, genomfört under några sommarveckor 1954 vid en:Imperial Chemical Industries (ICI) laboratorier i England, visade han tillsammans med en:Joseph Chatt att metalljoner kan indelas i vad som senare kom att kallas ”hårda” och ”mjuka”. Berömd är hans eleganta demonstration av detta med hjälp av glaskolvar och pH-papper. Han hade klassificeringen klar för sig redan i avhandlingen 1943. 
År 1960 återvände Leden till Lund som laborator i fysikalisk kemi och han blev 1963 innehavare av den första professuren i fysikalisk kemi vid Lunds universitet. Här initierade han för svensk oorganisk kemi ny forskning: kalorimetriska studier av komplexbildningsprocesser, undersökningar av komplexbildning i saltsmältor vid höga temperaturer och av komplexbildningsreaktioners kinetik och mekanism. Han var en av de första som insåg spektroskopins potential för koordinationskemin. Metodiken baserades på metallsalters löslighet. Ledens forskning utgör grunden för utvecklingen av koordinationskemin och dess senare tillämpningar inom bio- och metallorganisk kemi. 
Ledens läroböcker i kemi gjorde honom känd för generationer av elever och lärare i den svenska skolan. På 60-talet åstadkom han med kemisterna Stig Andersson i Lund och Ingvar Lindqvist i Uppsala en total revision av gymnasiets undervisningsplan. Med Stig Andersson skrev han de sedermera klassiska kemiläroböckerna Kemi för gymnasiet (1966–1967) influerade av det amerikanska Chem-Study-projektet, som han varit en av pionjärerna inom. Trots att läroböckerna var intellektuellt krävande blev de succéer. 
Leden invaldes 1960 i Kungl. Fysiografiska Sällskapet i Lund. Leden deltog i Kemistsamfundets undervisningsnämnd, i Europarådets kommitté för forskning och högre utbildning och som censor vid studentexamen. Han belönades med Kemistsamfundets Norblad-Ekstrand-medalj och Pedagogmedalj. 
Privat var Leden en framgångsrik bridge- och tennisspelare. Under 1980-talet vann han, i sin åldersklass, ett flertal SM-tecken i såväl singel som dubbel tennis. 